# Idaea fucosa
Idaea fucosa är en fjärilsart som beskrevs av W. Warren 1900. Idaea fucosa ingår i släktet Idaea och familjen mätare. Inga underarter finns listade i Catalogue of Life.